# Teyssières
Teyssières település Franciaországban, Drôme megyében. Lakosainak száma 66 fő (2022. január 1.). Teyssières Aubres, Montjoux, Le Pègue, Rousset-les-Vignes, Venterol, Condorcet, Saint-Ferréol-Trente-Pas, Valouse és Vesc községekkel határos.

## Népesség
A település népessége az elmúlt években az alábbi módon változott:
| Lakosok száma | 77   | 58   | 69   | 87   | 81   | 82   | 88   | 75   | 68   | 66   |
|               | 1968 | 1982 | 1990 | 2006 | 2013 | 2015 | 2017 | 2019 | 2020 | 2022 |